# Trofeo Melinda 2010
La Trofeo Melinda 2010, diciannovesima edizione della corsa e valida come evento dell'UCI Europe Tour 2010 categoria 1.1, si svolse il 21 agosto 2010 su un percorso di 194 km. Fu vinta dall'italiano Vincenzo Nibali che terminò la gara in 4h49'00", alla media di 40,277 km/h.
Partenza con 115 ciclisti, dei quali 43 portarono a termine il percorso.

## Ordine d'arrivo (Top 10)
| Pos. | Corridore          | Squadra        | Tempo    |
| ---- | ------------------ | -------------- | -------- |
| 1    | Vincenzo Nibali    | Liquigas-Doimo | 4h49'00" |
| 2    | Vladislav Borisov  | Amore & Vita   | s.t.     |
| 3    | Giovanni Visconti  | ISD-Neri       | s.t.     |
| 4    | Francesco Failli   | Acqua & Sap.   | s.t.     |
| 5    | Domenico Pozzovivo | Colnago        | s.t.     |
| 6    | Patrik Sinkewitz   | ISD-Neri       | s.t.     |
| 7    | Fortunato Baliani  | Miche          | s.t.     |
| 8    | Tom Danielson      | Garmin         | s.t.     |
| 9    | Luis Ángel Maté    | Androni Gioc.  | a 15"    |
| 10   | Peter Stetina      | Garmin         | s.t.     |